# Funariidae
Funariidae incluye a un grupo de musgos ampliamente distribuidos de la clase Bryopsida.  La mayoría de las especies pertenecen a los géneros Funaria (ca. 200 species) y Physcomitrium (ca. 80 species).

## Taxonomía
- Orden Encalyptales
Familia Bryobartramiaceae (1 species)
Familia Encalyptaceae (35 species)

- Orden Funariales
Familia Disceliaceae (1 species)
Familia Funariaceae (ca. 300 species)

- Orden Gigaspermales
Familia Gigaspermaceae (7 species)